# Rhiscosomides acovescor
Rhiscosomides acovescor är en mångfotingart som beskrevs av Shear 1972. Rhiscosomides acovescor ingår i släktet Rhiscosomides och familjen Rhiscosomididae. Inga underarter finns listade i Catalogue of Life.